# 알베르토 히나스테라

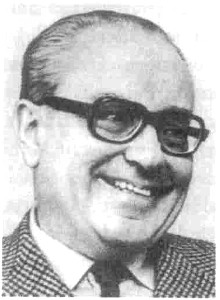
알베르토 히나스테라

알베르토 히나스테라(카탈루냐어: Alberto Ginastera, 1916년 4월 11일 ~ 1983년 6월 25일)는 아르헨티나의 작곡가이다. 1916년 4월 11일에 부에노스 아이레스에서 태어났다. 1953년부터 국립음악원의 교수로 지냈으며, 소프라노 독창과 53개의 타악기를 위한 〈마법의 아메리카 칸타타〉를 비롯하여 오페라 〈돈 로드리고〉, 〈보마르소〉등으로 세계에서 명성을 떨쳤다. 1983년 6월 25일 스위스 제네바에서 죽어 거기에 묻혔다. 전자음악이 아닌 모든 기법을 쓴 작품들을 남겼다.

## 주요 작품들

### 관현악곡
- 파우스트 크리오요 서곡 작품번호 9(1943)
- 오얀타이: 3개의 교향 악장 작품번호 17(1947)
- 협주 변주곡 작품번호 23(1953)
- 팜페아나 제3번 작품번호 24(1954)
- 현악 협주곡 작품번호 33(1965)
- 교향 연습곡 작품번호 35(1967)
- 포폴 부 작품 번호 44(1975~83, 미완성)
- 소리침 작품번호 51(1979~80)

### 협주곡
- 하프 협주곡 작품번호 25(1956~65)
- 피아노 협주곡 1번 작품번호 28(1961)
- 바이올린 협주곡 작품번호 30(1963)
- 첼로 협주곡 1번 작품번호 36(1968)
- 피아노 협주곡 2번 작품번호 39(1972)
- 첼로 협주곡 2번 작품번호 50(1980~81)

### 실내악
- 플루트와 오보에의 이중주 작품번호 13(1945)
- 현악 4중주 1번 작품번호 20(1948)
- 현악 4중주 2번 작품번호 26(1958, 1968년 개정)
- 피아노 5중주 작품번호 29(1963)
- 현악 4중주 3번(소프라노 포함) 작품번호 40(1973)[2]
- 기타 소나타 작품번호 47(1976, 1981년 개정)
- 첼로 소나타 작품번호 49(1979)

### 피아노
- 아르헨티나의 춤 작품번호 2(1937)
- 3개의 소품 작품번호 6(1940)
- 말람보 작품번호 7(1940)
- 12개의 아메리카 전주곡 작품번호 12(1944)
- 크리오요 춤 모음곡 작품번호 15(1946, 1956년 개정)
- 피아노 소나타 1번 작품번호 22(1952)
- 피아노 소나타 2번 작품번호 53(1981)
- 피아노 소나타 3번 작품번호 54(1982)

### 가곡과 독창
- 2개의 노래 작품번호 3(1938)
- 5개의 아르헨티나 민요 작품번호 10(1943)
- 머무름의 시간 작품번호 11(1943)
- 마법의 아메리카 칸타타 작품번호 27(1960)
- 밀레냐 작품번호 37(1971)
- 세레타나 작품번호 42(1973)

### 합창
- 시편 150 작품번호 5(1938)
- 보마르소 칸타타 작품번호 32(1964)

### 발레
- 파남비 작품번호 1(1934~37)
- 에스탄시아 작품번호 8(1941)

### 오페라
- 돈 로드리고 작품번호 31(1963~64)
- 보마르소 작품번호 34(1966~67)
- 베아트리체 첸치 작품번호 38(1971)